# 城景國際

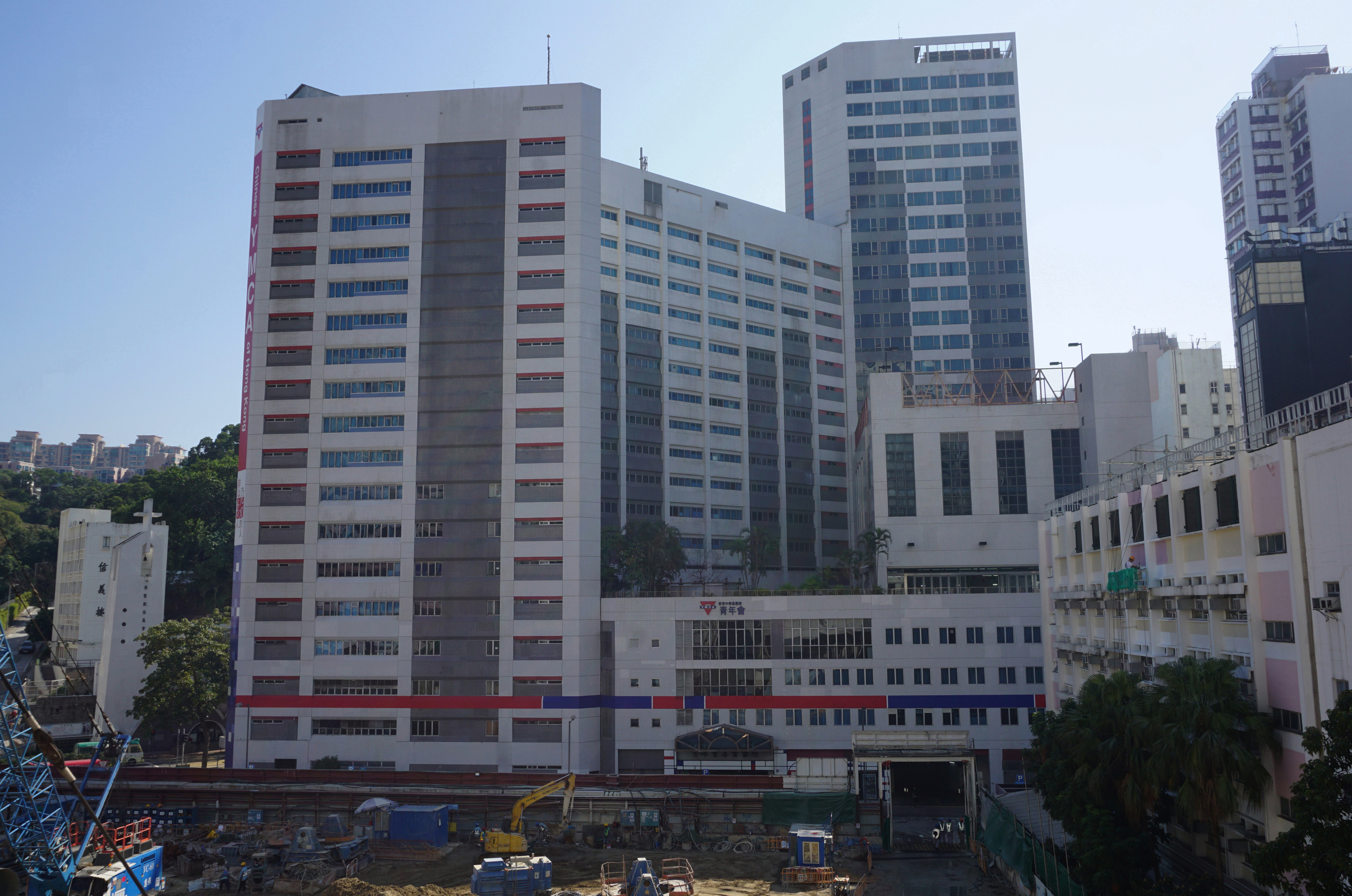
城景國際全貌

城景國際（英語：The Cityview），前稱青年會國際賓館（英語：YMCA International House），為香港的一間四星級酒店，位處香港九龍油麻地窩打老道23號，鄰近港鐵油麻地站，共提供412間客房，由香港中華基督教青年會管理。
城景國際是2009年東亞運動會的裁判酒店。

## 歷史
中華基督教青年會樓高20層之香港中華基督教青年會九龍會所於1966年落成，成為青年會總部，其中設置的國際賓館同時開業。1993年九龍會所擴建完成，現為一座25層高之新型會所大廈，國際賓館亦進駐部分新翼大樓。青年會國際賓館於2008年9月1日正式升格為一間4星級酒店，並更名為城景國際。

## 酒店設施
城景國際提供412間非吸煙客房及套房，大堂設有會議室，在二樓水晶殿及五樓鑽石廳可作酒會、婚宴、會議及展覽的場地。另附設健身室、桑拿室及室內運動場。

## 餐廳
- 城景閣（自助餐廳）
- 樂雅軒
- Amazing

## 獎項
- TripAdvisor 之 Travelers' Choice 2020
- TripAdvisor 之 Certificate of Excellence 2013, 2016 - 2019
- EarthCheck 頒發金質認證（2016-2019）
- EarthCheck 頒發銀質認證（2013-2015）
- 2015及2016香港環境卓越大奬 - 酒店及康樂會所界別銀獎 [2][3]
- 2014香港環境卓越大獎 - 酒店及康樂會所界別優異獎 [4]
- EarthCheck 頒發銅質認證（2012）

## 外部連結
- 城景國際 （页面存档备份，存于）
- 香港中華基督教青年會（页面存档备份，存于）

22°18′49″N 114°10′17″E / 22.313672°N 114.171436°E